# Aigialaceae
Aigialaceae es una familia de hongos en el orden Pleosporales de Dothideomycetes.

## Géneros
- Rimora
- Aigialus
- Ascocratera